# Paul Huf (acteur)
Paul Peter Henri Huf (Amsterdam, 3 februari 1891 – aldaar, 2 juni 1961) was een Nederlands acteur.
Huf debuteerde in 1912 zonder opleiding bij het Frascati Ensemble in Zijne Majesteit. Dat was het begin van een lange loopbaan bij een groot aantal vooraanstaande gezelschappen, zoals de Koninklijke Vereeniging Het Nederlandsch Tooneel (K.V.H.N.T.), het Vereenigd Tooneel en het Amsterdamsch Tooneelgezelschap. Hij sloot zijn loopbaan af bij de Nederlandse Comedie in Rhinoceros van Ionesco.
Op televisie was hij te zien in een aantal toneelbewerkingen. Drie jaar voor zijn overlijden speelde hij een bijrol in de film Fanfare van Bert Haanstra.
Huf was getrouwd met Eva Bernardine de Beneditty, een zuster van Nochem de Beneditty, rechtsgeleerde en voormalig lid van de Hoge Raad. Uit dit huwelijk kwamen cabaretière en publiciste Emmy Huf en fotograaf Paul Huf voort.
- Biografisch Portaal: 10427784
- Digitale Bibliotheek voor de Nederlandse Letteren: huf_002
- International Standard Name Identifier: 0000 0003 8749 0155
- Nederlandse Thesaurus van Auteursnamen: 070091293
- Système universitaire de documentation: 144905701
- Virtual International Authority File: 280442622
- WorldCat: E39PBJkMHGfHvyyVpF3D8VMdcP